# هیپوپلازی

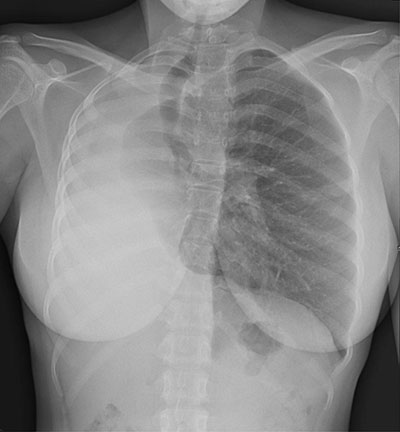
تصویر رادیوگرافی از هیپوپلازی ریوی. شش راست فرد به خوبی رشد نکرده

هیپوپلازی (انگلیسی: Hypoplasia) (از یونانی باستان ὑπo- hypo- «زیر» + πλάσις plasis «تشکیل»؛ شکل صفت hypoplastic) توسعه نیافتگی یا رشد ناقص یک بافت یا اندام است. اگرچه این اصطلاح همیشه دقیقاً استفاده نمی‌شود، اما به درستی به شمار ناکافی یا کمتر از حد طبیعی سلول‌ها اشاره دارد. هیپوپلازی شبیه به آپلازی است، اما شدت کمتری دارد. از نظر فنی، برعکس هیپرپلازی (سلول‌های زیاد) نیست. هیپوپلازی یک بیماری مادرزادی است، در حالی که هیپرپلازی به طور کلی به رشد بیش از حد سلول در مراحل بعدی زندگی اشاره دارد.  (آتروفی، از بین رفتن سلول‌های موجود، از نظر فنی دقیقاً مخالف هیپرپلازی و هیپرتروفی است.)
هیپوپلازی می‌تواند در هر بافت یا اندامی وجود داشته باشد.